# Hans Angerer (Instrumentenbauer)
Hans Angerer (* um 1620 in Rückholz (nahe Füssen); † 1650 in Turin) war ein deutscher Lautenbauer. Als er am 2. Juni 1647 in Turin die adelige Anna Margarita Beinasca heiratete, wurde der Beruf des Bräutigams mit „fabbricante di chitarre“, Gitarrenbauer, bezeichnet, der erste und älteste Hinweis für den Saiteninstrumentenbau in Turin.

## Leben
Hans Angerer, geboren vermutlich um 1620 in Rückholz, einer kleinen Ortschaft nordwestlich von Füssen in der Herrschaft des Klosters Sankt Mang, war Sohn des Tafernenwirts Georg Angerer und seiner Frau Christina. Nachdem der Vater 1627 bereits verstorben war, wurde der Junge Hans Angerer zu seinem älteren Cousin Sebastian Angerer nach Genua geschickt, vermutlich, um dort das Lautenmacher-Handwerk zu erlernen.
1642 scheint er aber bereits eine eigene Werkstatt in Turin aufgemacht zu haben, denn der Füssener Lautenmacher Hans Fichtold schickt ihm nach Turin für 20 Gulden Lautenholz. Turin wurde seit 1563 von den Herzögen von Savoyen als Haupt- und Residenzstadt in absolutistischer Manier prächtig auf- und ausgebaut. Das sich entwickelnde Hofleben schuf auch für Musikinstrumentenmacher einen Markt.

## Nachfolger
Doch bereits 1650 starb Hans Angerer, seine Werkstatt wurde an Henrico Catenar verkauft. Henrico Catenar, Heinrich Casner, stammte ebenfalls aus Deutschland.  Er heiratete die Witwe Anna Margarita Angerer und führte die Werkstatt sehr erfolgreich weiter. Er gilt als der Begründer des Turiner Geigenbaus, dessen Wurzeln auf den Füssener Lauten- und Geigenbau zurückreichen.